# Comuna Valea Măcrișului, Ialomița
Valea Măcrișului (în trecut, Grindași) este o comună în județul Ialomița, Muntenia, România, formată din satele Grindași și Valea Măcrișului (reședința).

## Așezare
Comuna se află în partea de nord-vest a județului, la limita cu județul Buzău. Comuna este traversată de șoseaua județeană DJ203B, care duce spre vest la Gârbovi și Manasia (unde se termină în DN2A), și spre est la Grindu.

## Demografie
Componența etnică a comunei Valea Măcrișului
     Români (90,86%)
     Alte etnii (0,77%)
     Necunoscută (8,37%)
Componența confesională a comunei Valea Măcrișului
     Ortodocși (91,44%)
     Alte religii (0,13%)
     Necunoscută (8,43%)
Conform recensământului efectuat în 2021, populația comunei Valea Măcrișului se ridică la 1.554 de locuitori, în scădere față de recensământul anterior din 2011, când fuseseră înregistrați 1.892 de locuitori. Majoritatea locuitorilor sunt români (90,86%), iar pentru 8,37% nu se cunoaște apartenența etnică. Din punct de vedere confesional, majoritatea locuitorilor sunt ortodocși (91,44%), iar pentru 8,43% nu se cunoaște apartenența confesională.

## Politică și administrație
Comuna Valea Măcrișului este administrată de un primar și un consiliu local compus din 11 consilieri. Primarul, Mihail Bobeș[*], de la Partidul Social Democrat, este în funcție din 2008. Începând cu alegerile locale din 2024, consiliul local are următoarea componență pe partide politice:
|  | Partid                    | Consilieri | Componența Consiliului | Componența Consiliului | Componența Consiliului | Componența Consiliului | Componența Consiliului | Componența Consiliului | Componența Consiliului | Componența Consiliului |
|  | ------------------------- | ---------- | ---------------------- | ---------------------- | ---------------------- | ---------------------- | ---------------------- | ---------------------- | ---------------------- | ---------------------- |
|  | Partidul Social Democrat  | 8          |                        |                        |                        |                        |                        |                        |                        |                        |
|  | Alianța Dreapta Unită     | 2          |                        |                        |                        |                        |                        |                        |                        |                        |
|  | Partidul Național Liberal | 1          |                        |                        |                        |                        |                        |                        |                        |                        |

## Istorie
La sfârșitul secolului al XIX-lea, comuna nu exista, dintre satele ei existând doar satul Grindași (denumit anterior și Valea Măcrișului), inclus în comuna Grindu (plasa Câmpul, județul Ialomița). În acest sat exista o școală mixtă și o biserică. Anuarul Socec din 1925 consemnează apariția comunei Grindași, formată din satele Grindași și Valea Măcrișului, în plasa Urziceni a aceluiași județ; comuna avea 2002 locuitori. În 1931, comuna s-a despărțit în două comune: Grindași și Valea Măcrișului, fiecare având doar satul ei de reședință, dar în scurt timp ele au fost reunite, de această dată în cadrul comunei Valea Măcrișului.
În 1950, comuna Valea Măcrișului a fost transferată raionului Urziceni din regiunea Ialomița, apoi (după 1952) din regiunea Ploiești și (după 1956) din regiunea București. În 1968, când s-a revenit la organizarea administrativă pe județe, comuna a trecut la județul Ilfov. În 1981, o reorganizare administrativă regională a dus la transferarea comunei înapoi la județul Ialomița.

## Monumente istorice
Singurul obiectiv din comuna Valea Măcrișului inclus în lista monumentelor istorice din județul Ialomița ca monument de interes local îl constituie grupul de patru cruci de piatră denumite „La Patru Frați”, aflate la 3 km sud-vest de satul Valea Măcrișului și la 7 km nord-est de satul Broșteni. Acest monument datează din prima jumătate a secolului al XIX-lea și este clasificat drept monument funerar sau memorial.